# Denise Burse
Denise Burse-Mickelbury (nacida el 13 de enero de 1952) es una actriz estadounidense, más conocida por su papel de Claretha Jenkins en la serie de televisión Tyler Perry's House of Payne.

## Carrera
Burse, nativa afroamericana de Atlanta, recibió capacitación profesional en Just Us Theatre, The Alliance Theatre y The Atlanta Children's Theatre. Tiene numerosos créditos televisivos como Law & Order: Special Victims Unit y Law & Order: Criminal Intent. Burse también ha aparecido en varias producciones teatrales como An American Daughter, Harriet's Return, Ground People, Pearl Cleage's Flyin' West y Radio Golf. En 2016, apareció en "San Junipero", un episodio de la serie de antología Black Mirror.

### Filmografía
| Año        | Título                              | Papel                            | Notas                                                                   |
| ---------- | ----------------------------------- | -------------------------------- | ----------------------------------------------------------------------- |
| 1992, 1999 | Law & Order                         | Enfermera #2                     | Episodio: "Consultation"                                                |
| 1992, 1999 | Law & Order                         | Sarah Chase                      | Episodio: "Haven"                                                       |
| 1995       | New York Undercover                 | Mrs. Denise Reyes                | Episodio: "Mama Said Knock You Out"                                     |
| 1996       | The Juror                           | Secretaria Mary                  |                                                                         |
| 1996       | Basquiat                            | Mary on TV                       |                                                                         |
| 1999       | Funny Valentines                    | Brenda                           |                                                                         |
| 2000       | Los Soprano                         | Enfermera #2                     | Episodio: "From Where to Eternity"                                      |
| 2000       | Cosby                               | Mrs. Henderson                   | Episodio: "Thursday's Child"                                            |
| 2000–2001  | Law & Order: Special Victims Unit   | Counselor Scheider               | Episodio: "Wrong Is Right"                                              |
| 2000–2001  | Law & Order: Special Victims Unit   | Pamela Tatum                     | Episodio: "Inheritance"                                                 |
| 2001       | Third Watch                         | Brigette                         | Episodio: "Exposing Faith"                                              |
| 2001       | 100 Centre Street                   | Joy Glass                        | Episodio: "Love Stories"                                                |
| 2005       | Law & Order: Criminal Intent        | Sarah Edgars                     | Episodio: "Ex Stasis"                                                   |
| 2005       | On the One (Preaching to the Choir) | Hermana Marcie                   |                                                                         |
| 2006–2011  | Tyler Perry's House of Payne        | Claretha Jenkins                 | Protagonista (Temporadas 1–6); Recurrente (Temporada 7–8); 47 episodios |
| 2016       | Black Mirror                        | Elder Kelly                      | Episodio: "San Junipero"                                                |
| 2017       | Greenleaf                           | Ethlin Satterlee                 | Episodio: "A Mother's Love"                                             |
| 2018       | One Dollar                          | Anna Woodrow                     | Episodio: "Wilson Furlbee"                                              |
| 2019       | New Amsterdam                       | Marlene                          | Episodio: "King of Swords"                                              |
| 2019       | La maravillosa señora Maisel        | Mujer en la aduciencia del Apolo | Episodio: "A Jewish Girl Walks Into the Apollo..."                      |
| 2020–2021  | Manifest                            | Estelle Vance                    | Episodios: "Call Sign" y "Deadhead"                                     |
| 2022       | The Last Days of Ptolemy Grey       | Shirley Wring                    | Recurrente, 4 episodios                                                 |
| 2023       | The Wrath of Becky                  | Elena                            | [ 4 ]                                                                   |